# Lara María Bertolini
Lara María Bertolini (Buenos Aires, 10 de abril de 1970) es una activista, investigadora y autora del libro Soberanía Travesti, una Identidad argentina. Se desempeña en el Ministerio Público y es estudiante de derecho en la Universidad Nacional de Avellaneda.

## Trayectoria
Lara María Bertolini nació en Buenos Aires el 10 de abril de 1970 y es activista por los derechos de las personas travestis, transgéneros y no binaries. Sus acciones políticas se basan en la creación, defensa y ampliación de los derechos del Colectivo LGBTIQ+ y principalmente del Colectivo Travesti Trans. 
Es fundadora de la teoría crítica en el derecho no binarie y ha realizado tareas de acompañamiento al activismo trans y de diversidad en la Colectiva Lohana Berkins y Organización Las Bases. Junto a Abosex (Abogados por los Derechos Sexuales) acompañó diferentes tipos de acciones referidas a la resolución de legalidades trans. 
También es co-fundadora junto con Violeta Alegre del Movimiento Feminista Antifascista tttinbaxlbmpq∞.
En el marco de la Ley Nº 26.743 de Identidad de Género consiguió que un fallo histórico reconociera su identidad por fuera del binarismo del género. El fallo de doce páginas de la Jueza nacional en lo civil Myriam Cataldi  dictamina que en la partida de Nacimiento y en el DNI de Lara María Bertolini “en el campo reservado para el sexo, deberá consignarse Femineidad travesti.

Sobre el proceso para definirse como tal, Lara afirma:
"Cuando llegué a la Colectiva Lohana Berkins en el año 2016 mi identidad se adecuaba a lo que la ley de identidad de género me otorgaba dentro del marco establecido (Femenino-Masculino). Yo era mujer trans, que también es una identidad legítima y la respeto. No tenía formación sobre temáticas de género, identidades, ni nada por el estilo. Desde ese espacio y al escuchar a referentes como Susy Shock o Marlene Wayar o como vos, comencé a interpelarme y a pensarme en otros términos.  Entonces sentía que la identidad de Mujer no se condecía con la fuerza política que hacía a mi identidad. Desenmarcarme de la “mujer trans” fue un proceso político, en donde entendía las particularidades colectivas y personales, y más que entender, me identificaba por mi historia de vida".
En diciembre de 2019 la Cámara Nacional de Apelaciones en lo Civil revocó ese fallo. Como respuesta,  la exprocuradora General de la Nación Alejandra Gils Carbó y el abogado Emilio Buggiani presentaron un recurso extraordinario para que sea la Corte Suprema de la Nación la que resuelva el pedido de que tanto el DNI como la partida de nacimiento consignen la identidad de Lara como “femineidad travesti”. Como afirma el equipo legal en entrevista:
“Luchamos por la soberanía identitaria y pretendemos visibilizar, reconocer la vulnerabilidad, terminar con el silenciamiento y la no inclusión que ha producido un genocidio identitario de más de 100 años, y que debe ser saldada de una buena vez”.
Luego de una extensa lucha con la justicia, logró que se rectificara su DNI con el género autopercibido femeneidad travesti, con el que sentó un precedente en el que se ordenó al Registro Civil que este tipo de requerimientos se realicen por vía administrativa y no judicial.
Bertolini escribe sobre políticas, existencia y memoria trans en diversos medios como Revista Anfibia. y Página 12 y en su blog travazona.org, sitio dedicado a la promoción y difusión del pensamiento teórico crítico travesti/transgénero argentino. También participa en conferencias e instancias de debate, como la charla Jaque al patriarcado organizado por el Ministerio de Desarrollo Social de la Nación, y dirigido a organizaciones sindicales, sociales, deportivas y barriales, profesionales de la salud y docentes, entre otros actores.
Fue columnista radial sobre temática transgénero en Futürock en el programa “a los Botes” y ha participado en múltiples entrevistas.

## Obra
En el libro Soberanía Travesti, una identidad argentina (junio 2021, Editorial Acercándonos Cultura), la autora presenta un ensayo sobre la teoría crítica travesti latinoamericana, por la cual interpela a las ciencias naturales y sociales -en especial al ordenamiento jurídico- construidas sobre la base del binarismo identitario. Allí, presenta una definición de soberanía travesti:
“Es el cúmulo de reclamos que suceden con el no reconocimiento identitario. La identidad travesti, incluso dentro del mismo colectivo, es la más rechazada. Todos los gobiernos que han pasado miraron para otro lado (…) La identidad travesti ha salido de lo más profundo del barro de la indignidad de una persona y de la negación por parte del Estado demostrando que, si hay algo más violentado que la soberanía travesti, es la soberanía travesti de las compañeras migrantes”.